# Typ Svealand
Der Typ Svealand war eine Baureihe von zwei baugleichen Erzschiffen. Die Schiffe wurden 1925 von der Deutschen Werft in Finkenwerder gebaut. Die beim Bau größten Frachtschiffe der Welt blieben rund 25 Jahre Rekordhalter in ihrem Segment.

## Geschichte
Die beiden Schiffe wurden vom schwedischen Reeder Dan Broström in Auftrag gegeben. Der Entwurf lag in den Händen des Oberingenieurs Carl Kielhorn. Die Werft lieferte die beiden Einheiten im April und Juni 1925 an Broströms Reederei Ångfartygs A/B Tirfing in Göteborg ab. Die Bereederung erfolgte durch S.G. Janson.
Die Schiffe waren im Hinblick auf eine schon 1922 geschlossene 20-jährige Langzeitcharter konzipiert, in der sie Eisenerz von Cruz Grande in Chile durch den Panamakanal zum Bethlehem-Steel-Stahlwerk in Sparrows Point bei Baltimore transportieren und auf der Rückreise Öl nach Peru bringen sollten. Aufgrund der hohen Kanalgebühren für Öltanker ließ man die Option zum Öltransport jedoch fallen.
Die Amerikaland wurde während des Zweiten Weltkriegs am 3. Februar 1942 auf einer Ballastreise von Sparrows Point nach Cruz Grande in Position 36,36°N; 074,10°W durch Torpedos des deutschen U-Boots U 106 versenkt. Die Svealand setzte die ursprüngliche Charter bis nach Kriegsende fort und unternahm ab 27. Dezember 1945 einige Reisen von Narvik nach Antwerpen. Im Sommer 1946 nahm die Svealand bis zum Charterende im Frühjahr 1949 wieder ihren ursprünglichen Dienst zwischen Peru und den USA auf. Danach folgten Reisen von Narvik zu verschiedenen europäischen Häfen und solche von und Narvik in die USA. 1951 wurde die Svealand von den Götaverken in Göteborg modernisiert und mit neuen Götaverken-Zweitakt-Hauptmotoren versehen. Nach dem Umbau setzte die Svealand bis zum Frühjahr 1969 ihre Erzreisen von Narvik fort.
Im Mai 1969 wurde die Svealand zum Abbruch an Eckhard & Co. in Hamburg veräußert und in Hamburg aufgelegt. Eckhardt & Co. verkaufte das Schiff jedoch weiter an chinesische Abbrecher und übertrug das Erzschiff für seine letzte Reise auf die Gesellschaft Astra Atlantica Armadora in Panama und benannten es in Svea um. Am 12. Oktober 1969 verließ die Svea Casablanca und traf im November 1969 schließlich zum Abbruch in China ein.

## Technik
Die Schiffe waren als Erz-Ölfracher in Isherwood-Längsspantenbauweise ausgelegt. Das hintere Deckshaus war über dem Maschinenraum angeordnet, der vordere Decksaufbau mit dem Ruderhaus lag am hinteren Ende des vorderen Schiffsdrittels. Die Drei Laderaumaufteilung mit drei hochgesetzten lediglich zehn Meter breiten Erzladeräumen die durch neun Luken beladen und gelöscht werden konnten. Unter und neben den Laderäumen befanden sich große Ballast- beziehungsweise Öltanks. Die stählernen Klapplukendeckel wurden mit dem schiffseigenen Ladegeschirr geöffnet und geschlossen. Die Gestaltung der Luken und Laderäume führte zu äußerst kurzen Hafenumläufen. Die Beladung in Chile dauerte meistens nur rund zwei Stunden – der Rekord lag bei lediglich 45 Minuten – und das Löschen in Sparrows Point dauerte etwa einen Tag, wobei der Rekord bei rund 22 Stunden lag.
Als Antriebsmotoren nutzte die Bauwerft zwei von der AEG in Berlin in Lizenz gebauten B&W-Achtzylinder-Viertakt-Dieselmotoren mit einer Dauerleistung von jeweils 3200 PS, beziehungsweise 3900 PS Maximalleistung, die ihre Leistung an zwei Festpropeller abgaben und eine Geschwindigkeit von etwa 12 bis 14 Knoten ermöglichten. Die Schiffe waren bereits mit elektrischer Beleuchtung und Funkanlagen ausgerüstet.

## Die Schiffe
| Typ Svealand | Typ Svealand | Typ Svealand | Typ Svealand               | Typ Svealand                                      |
| Bauname      | Bau- nummer  | IMO- nummer  | Stapellauf Fertigstellung  | Umbenennungen und Verbleib                        |
| ------------ | ------------ | ------------ | -------------------------- | ------------------------------------------------- |
| Svealand     | 49           | 5346526      | 24. Januar 1925 April 1925 | 1969 Svea, ab November 1969 in China verschrottet |
| Amerikaland  | 50           | –            | 20. Mai 1925 29. Juni 1925 | Am 3. Februar 1942 versenkt                       |